# Club Deportivo Cudillero
El Club Deportivo Cudillero fue un club de fútbol de España, de la ciudad de Cudillero (Asturias) España. Fue fundado en 1950 y jugaba en el grupo II de la Tercera División de España. Disputaba sus partidos como local en el Estadio La Roja.

## Historia
El equipo fue fundado en 1950 y comenzó compitiendo en las categorías regionales. Después de una crisis económica, el club desapareció en el año 1970. En 1980, se refundó con el nombre de Marino de Cudillero comenzando en la Segunda Regional. En su segunda temporada, la 1981/82, consiguió el ascenso a Primera Regional. Durante el comienzo de la década de los 80, el club era conocido como La Galerna del Cantábrico por los periódicos locales, debido a sus goleadas tanto en casa como a domicilio, nombre que mantuvo hasta 1992, cuando desapareció por motivos económicos. Dos años después, en 1994, volvió a formarse como Club Deportivo Pixueto también en Segunda Regional, con un ascenso en la temporada 1995/96 a Primera Regional. Desapareció también por motivos económicos en el año 2000. El club fue refundado en 2002 y, en la temporada 2006/07, consiguió su primer ascenso a la Tercera División de España, categoría en la que se mantuvo, siendo su mejor clasificación un 5.º puesto.
Desaparece en 2014 debido a las deudas

## Estadio

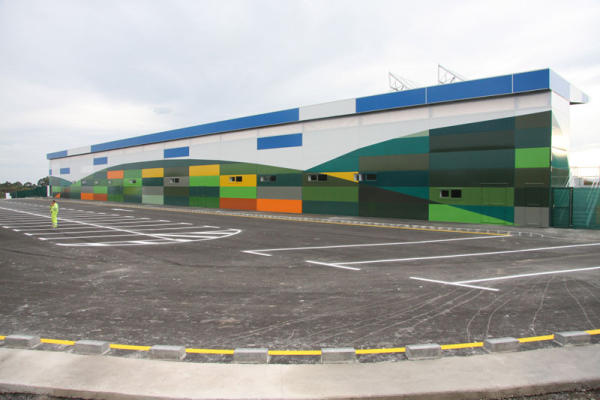
Mosaico exterior de la tribuna del estadio La Roja.

Su estadio La Roja, fue inaugurado en noviembre de 2010, bautizado así en homenaje a la selección española campeona del Mundial de Sudáfrica.

## Uniforme
- Uniforme titular: camiseta blanca, pantalón azul, medias blancas.
- Uniforme alternativo: camiseta amarilla, pantalón negro, medias azul marino.

## Datos del club
- Temporadas en Primera División: 0
- Temporadas en Segunda División: 0
- Temporadas en Segunda División B: 0
- Temporadas en Tercera División: 7